# 交渉
交渉（こうしょう、英: negotiation）とは、合意に到達することを目指して討議すること。

## 概要
交渉とは、利害関係が生じている中で、合意点を得るために行われる対話、議論、取引である。その目標は双方が受け入れることができる諸条件を導き出し、それに合意することである。
そのゲーム理論に則って利害関係の在り方から、両者にとって得られる利得の全体が限られた利得獲得の交渉をゼロ和交渉、両者の利益の全体が限定されていない問題解決の交渉を非ゼロ和交渉として分類できる。ゼロ和交渉において交渉当事者の一方が自らの利益を最大化しようとすると必ず交渉相手の利益を最小化することになるため、中間案が見出されなければ合意に到達することは難しい。しかし非ゼロ和交渉は交渉当事者の一方が利益を最大化したとしても相手に損害を与えるとは限らないため、より合意に到達しやすい。ただし争点によっては非ゼロ和交渉が困難である場合もあり、互いに強い動機づけが必要となる。
外交交渉は条約作成の手段として、また国家間の関係を調整する基本的な手段として頻繁に用いられる（詳しくは外交交渉を参照）。また国内でも裁判などの他の紛争処理の手段を利用する前に交渉を尽くすことを義務とする場合もあり、交渉は国際社会においても国内社会においても、利得の主要な調整過程である。

## 交渉過程
交渉は主に三つの段階から構成される過程である。交渉の最初の段階にあるのが予備交渉であり、この段階で交渉領域と争点の明確化を行う。また交渉相手との連絡や交渉準備を通じて信頼関係を構築し、さらに事前に交渉相手の交渉力や状況を調査し、内部でも交渉目標と代替案を準備して交渉戦術を立案する。
さらに本交渉に移行すると、交渉事項についての見解の相違を明らかにするための意見交換、またその対立に関する代替案の提案と検討、合意に到達することが可能と見込まれる諸条件の列挙と検討、成約条件の確認が行われる。条件の駆け引きや取引きが行われるのは主にこの段階である。
最後の成約交渉に入ると合意可能な諸条件を文章としてまとめ、その文言について相互に検討する。合意の内容が具体化され、細部の調整や表現などがここで行われる。最終的には合意は文章となり、調印することでその交渉は終了する。

## 交渉の技術が無い場合の状況
（1）多くの人は、交渉は利益の奪い合いであると考える。
金額の交渉であるような場合にも、単純な奪い合いではなく、安定した関係の維持や、信頼の確立など、別の価値が関与している場合がある。（多くの人は、非ゼロ和交渉の場合も、ゼロ和交渉だと考える）。
（2）人間には、いったん攻撃されると、仕返しをする習性がある。
ゲームの理論における最も優れた戦略の一つに、しっぺ返し戦略（tit for tat）がある。このことは、人間行動に影響を及ぼし、人間の習性になっている。この戦略の欠点は、相互にこの戦略を採用する場合に、偶然に攻撃が起きると、仕返しが永久に繰り返される点である。
（3）人間には、いったん戦いになると、全力で勝とうとする習性がある。
歴史を通じて、勝った方が、全ての利益を獲得するシステムであった。しかし、交渉が戦いになれば、良好な関係が失われ、平和的な共存共栄は不可能になり、戦いの荒廃がもたらされる。絶対君主は効率の悪さから滅亡し、民主主義国家に置き換わる。
（4）人間には、相手の意図を正しく把握する能力が無い。
社会心理学の帰属理論が明らかにしたことは、人間は相手の行動の意図を正しく把握できないことである。自分自身については、その止むを得ない事情を知っており、痛みを感じ、自分の苦労を共感的に理解しているが、相手に対してはそうではない。根拠も無いのに、相手が最低最悪の意図を持っていると即断してしまうのである。長い自然状態の下では、当然の推定であった。

## 交渉の技術
（1）まず、相互に本心を正確に主張しあうこと　（アサーティブネス）
自分の主張を相手に正しく伝えることが交渉の出発点である。自分にとっては自明の内容でも、言葉にして相手に伝えなければ、相手には分からない。ただし、最低売却価格など、通常は相手に言わない事もある。
（2）次に、相手の意図を正確に把握すること
次に、相手の主張を正しく理解して把握することが必要である。有名なオレンジの例では、一つのオレンジを姉妹二人で奪い合うが、姉は実はオレンジの皮だけ欲しかったことが判明して、問題が解決した。
（3）戦うのではなく、共同で問題解決を目指すこと
相互に相手の主張や意図を把握した後に、共同で問題解決を目指す。双方が心から満足できる解決策を模索する。
（4）妥結のためのアイデアを可能な限り多く出すこと
妥協案をなるべく多く考案する。「○○を譲ってくれれば、△△は譲る」のような案も多く出す。この過程で、相手の主張をより正確に把握することが可能になる。
（5）主張内容の差を考えること
野球選手の年俸交渉がまとまらない場合に、来期の出来高払い制を取り入れると妥結することがある。来期の活躍の見通しに差がある場合には、それを反映させた案であれば、妥結が可能になりやすい。
（6）安易に譲歩しないこと
安易に譲歩すれば、交渉は容易に妥結するが、自分の不満が蓄積する。
（7）原則や客観的な基準に従って、公平に判断すること
その問題について、既に多くの研究が行われていて、国際機関や内外の政府機関が採用する原則や基準が作成されている場合がある。そのような原則や基準を守る。交渉において正義は力である。
（8）調停人を利用する場合がある
交渉が行き詰まった場合に、原則や客観的な基準を持ち込む目的で、調停人（交渉人、ネゴシエーター）を利用する場合がある。ただし、調停人にも利害があり、かえって敵対がもたらされ、交渉が長引き、紛争が繰り返されることがある。
（9）交渉に関与する人数を減らす
権限を持つ代表2名の間の交渉にする。交渉に関与する人間が増えると、利害の調整は非常に困難になる。
（10）合意内容を明確にする
合意内容を文章化しておく。合意内容がうまく機能するかどうか確認して修正する。